# Singe de métal
| Éléments du cycle sexagésimal 干支 | Éléments du cycle sexagésimal 干支 | Éléments du cycle sexagésimal 干支 | Éléments du cycle sexagésimal 干支 | Éléments du cycle sexagésimal 干支 | Éléments du cycle sexagésimal 干支 | Éléments du cycle sexagésimal 干支 | Éléments du cycle sexagésimal 干支 | Éléments du cycle sexagésimal 干支 | Éléments du cycle sexagésimal 干支 | Éléments du cycle sexagésimal 干支 | Éléments du cycle sexagésimal 干支 |
| ---------------------------------- | ---------------------------------- | ---------------------------------- | ---------------------------------- | ---------------------------------- | ---------------------------------- | ---------------------------------- | ---------------------------------- | ---------------------------------- | ---------------------------------- | ---------------------------------- | ---------------------------------- |
| 01 Rat bois                        | 02 Buffle bois                     | 03 Tigre feu                       | 04 Lièvre feu                      | 05 Dragon terre                    | 06 Serpent terre                   | 07 Cheval métal                    | 08 Chèvre métal                    | 09 Singe eau                       | 10 Coq eau                         | 11 Chien bois                      | 12 Cochon bois                     |
| 13 Rat feu                         | 14 Buffle feu                      | 15 Tigre terre                     | 16 Lièvre terre                    | 17 Dragon métal                    | 18 Serpent métal                   | 19 Cheval eau                      | 20 Chèvre eau                      | 21 Singe bois                      | 22 Coq bois                        | 23 Chien feu                       | 24 Cochon feu                      |
| 25 Rat terre                       | 26 Buffle terre                    | 27 Tigre métal                     | 28 Lièvre métal                    | 29 Dragon eau                      | 30 Serpent eau                     | 31 Cheval bois                     | 32 Chèvre bois                     | 33 Singe feu                       | 34 Coq feu                         | 35 Chien terre                     | 36 Cochon terre                    |
| 37 Rat métal                       | 38 Buffle métal                    | 39 Tigre eau                       | 40 Lièvre eau                      | 41 Dragon bois                     | 42 Serpent bois                    | 43 Cheval feu                      | 44 Chèvre feu                      | 45 Singe terre                     | 46 Coq terre                       | 47 Chien métal                     | 48 Cochon métal                    |
| 49 Rat eau                         | 50 Buffle eau                      | 51 Tigre bois                      | 52 Lièvre bois                     | 53 Dragon feu                      | 54 Serpent feu                     | 55 Cheval terre                    | 56 Chèvre terre                    | 57 Singe métal                     | 58 Coq métal                       | 59 Chien eau                       | 60 Cochon eau                      |

Le singe de métal est le cinquante-septième élément du cycle sexagésimal chinois. Il est appelé gengshen en chinois (chinois simplifié : 庚申 ; pinyin : gēngshēn), gyeongsin en coréen, kōshin en japonais et canh thân en vietnamien. Il est précédé par la chèvre de terre et suivi par le coq de métal.
À la tige céleste gēng est associé le yang et l'élément métal, et à la branche terrestre shēn, le yang, l'élément métal, et le signe du singe.

## Années du singe de métal
La transition vers le calendrier grégorien se fait en multipliant par soixante et en ajoutant soixante. Sont ainsi appelées « années du singe de métal » les années :

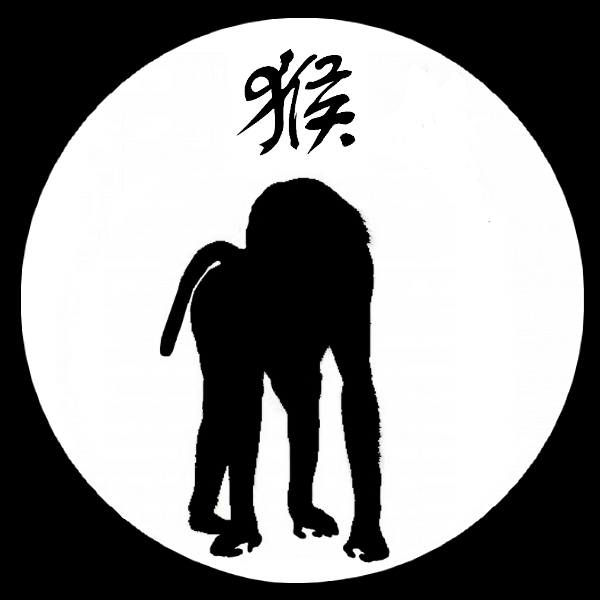
Signe astrologique chinois'Le SINGE

| Ier millénaire                                                                                 | IIe millénaire | IIIe millénaire                                                                                                 |
| ---------------------------------------------------------------------------------------------- | --- | --- |
| - 60 - 120 - 180 - 240 - 300 - 360 - 420 - 480 - 540 - 600 - 660 - 720 - 780 - 840 - 900 - 960 | - 1020 - 1080 - 1140 - 1200 - 1260 - 1320 - 1380 - 1440 - 1500 - 1560 - 1620 - 1680 - 1740 - 1800 - 1860 - 1920 - 1980 | - 2040 - 2100 - 2160 - 2220 - 2280 - 2340 - 2400 - 2460 - 2520 - 2580 - 2640 - 2700 - 2760 - 2820 - 2880 - 2940 |

## Heure du singe de métal
Les heures du singe de métal sont :
- de 15 à 17 heures, heure de Beijing (UTC+8).